# 2404 Antarctica
2404 Antarctica (1980 TE) là một tiểu hành tinh vành đai chính được phát hiện ngày 1 tháng 10 năm 1980 bởi Mrkos, A. ở Klet.